# Thomas Linacre
Thomas Linacre (Brampton, Chesterfield, Derbyshire, 1460 – Londres, 20 de Dezembro de 1524) foi um humanista, médico, matemático, erudito inglês, primeiro presidente do Colégio Real de Médicos em Londres e fundador do humanismo na Inglaterra. O Colégio Linacre em Oxford e o Colégio Real de Canterbury receberam esses nomes em sua homenagem.
Linacre foi mais um erudito do que um pesquisador científico. É difícil avaliar suas habilidades práticas na sua carreira, porém, ele foi muito estimado na sua época. Nunca tomou parte em questões políticas ou religiosas, mas sua ascendência como literato era característica do período crítico na história do conhecimento de quem fez parte.
Foi um dos primeiros ingleses a estudar grego na Itália, trazendo de volta para o seu país e para a sua própria universidade as lições do Novo Conhecimento. Seus professores foram alguns dos maiores eruditos de sua época. Dentre seus alunos destacaremos um - Erasmo de Rotterdam, cujo própria história bastaria para preservar a memória do professor de grego, e outros renomados nas letras e na política, tais como Thomas More, o Príncipe Arthur e a rainha Maria da Inglaterra, John Colet, William Grocyn, William Lilye (1468-1522) e outros eminentes eruditos foram seus amigos íntimos, sendo ainda admirado por um círculo ainda maior de correspondentes literários em todas as partes da Europa.

## Biografia
Recebeu seus primeiros estudos na escola da Catedral de Canterbury, cujo diretor era o diplomata e humanista William Tilly of Sell († 1494), que se tornaria prior da catedral em 1472. Foi graças à Selling que Linacre deve ter recebido seus primeiros incentivos para estudar os clássicos. Linacre entrou para a Universidade de Oxford por volta de 1480, e, em 1484, foi nomeado "fellow" do All Souls College, em Oxford. Pouco depois visitou a Itália na comitiva de Selling, que foi enviado por Henrique VII como representante na corte papal. Linacre acompanhou seu patrono até Bolonha. Lá foi aluno de Angelo Poliziano (1454-1494), e dividiu com Poliziano a educação dos filhos de Lourenço de Médici (1449-1492). O mais jovem destes príncipes se tornaria Papa Leão X, e mais tarde se lembraria de sua velha amizade com Linacre. Dentre outros seus professores e amigos na Itália figuram Demétrio Calcondilas (1423-1511), Hermolaus Barbarus (1454-1493), Aldus Romanus (1449-1515), o impressor de Veneza, e Nicolaus Leonicenus (1428-1524) de Vicenza. Linacre recebeu o diploma de doutor em medicina na Universidade de Pádua com distinção.
Voltando a Oxford, imbuído de conhecimento e influenciado pelo espírito renascentista italiano, formou um dos círculos brilhantes de eruditos em Oxford, incluindo John Colet (1467-1519), William Grocyn (1446-1519) e William Latimer (1467-1545), os quais são mencionados nas cartas de Erasmo.
Linacre não parece ter praticado ou ensinado medicina em Oxford. Por volta de 1501 foi chamado à corte como tutor do jovem Arthur, o príncipe de Gales. Com a ascensão de Henrique VIII, em 1509, foi nomeado médico do rei, um cargo considerado influente e importante naquela época, tendo praticado medicina em Londres, tendo como seus pacientes alguns dos maiores chefes de estado e prelados da época, tais como o Cardeal Thomas Wolsey (1473-1530), o arcebispo William Warham (1450-1532) e bispo Richard Foxe (1448-1528).  Depois de alguns anos de atividade, Linacre foi nomeado reitor de Wigan em 1520, embora, anteriormente, tivesse mantido diversos benefícios clericais, inclusive o cargo de Chantre da Catedral de York. Trabalhos literários, e os cuidados com a fundação cuja existência lhe era devida, a do Colégio Real de Médicos, ocuparam os anos restantes de Linacre.
O trabalho mais importante de Linacre atribuído à sua profissão e à ciência foi a fundação com carta régia do Colégio dos Médicos, em Londres, sendo o primeiro presidente do novo colégio, que mais tarde contribuiria legando sua própria casa e uma biblioteca. Pouco antes de sua morte, Linacre conseguiu do rei cartas patentes para a formação de professores de medicina em Oxford e Cambridge, colocando propriedades valiosas nas mãos de administradores para realização dessas obras. Duas dessas instituições foram fundadas no Merton College (Oxford), em Oxford, e outra no Colégio de São João, em Cambridge. A fundação de Oxford foi restabelecida pelos mantenedores da universidade em 1856 sob o nome de Instituto para formação de docentes em anatomia de Linacre.

## Obras
- De sanitate tuenda, Paria 1517.
- Methodus medendi, Paris 1519.
- De temperamentis et de Inaequali Intemperie, Cambridge 1521.
- De naturalibus facultatibus, London 1523.
- De symptomatum differentiis et causis, London 1524.
- Claudii Galeni Pergameni De Sanitate tuenda : libri sex, 	Lugduni : 1549. Edição digitaliza pela Biblioteca Estadual da Universidade de Düsseldorf
- De pulsuum Usu, London (Datum unbekannt)
- "Progymnasmata grammatices vulgaria"
- "De emendata structura latini sermonis"
- "Rudimenta Grammatices"